# تپه خاکستر
تپه خاکستر مربوط به سده‌های اولیه، میانه و متاخر دوران‌های تاریخی پس از اسلام است و در شهرستان کبودرآهنگ، بخش گل تپه، دهستان گل تپه، روستای دالی چو واقع شده و این اثر در تاریخ ۷ اسفند ۱۳۸۶ با شمارهٔ ثبت ۲۱۶۷۶ به‌عنوان یکی از آثار ملی ایران به ثبت رسیده است.